# Pax Britannica
Pax Britannica (latin för "den brittiska freden", modellerad efter Pax Romana) var den period av relativ fred i Europa och världen (1815-1914) under vilken det brittiska imperiet kontrollerade de flesta av de viktigaste handelsvägarna till sjöss och åtnjöt ohotad sjömakt.